# Musées de Belfort
Les musées de Belfort sont un ensemble de musées et salles d'exposition temporaire appartenant à la ville de Belfort et gérés de manière commune. Ce service municipal est aussi chargé de la valorisation de la citadelle de Belfort et du Lion de Belfort.
À l'origine, il n'existait qu'un musée unique, le musée d'art et d'histoire en lieu et place de l'actuel musée d'histoire et d'archéologie. Les legs et acquisitions d'œuvres expliquent le redéploiement sur plusieurs sites. Les musées détiennent le label musée de France.
Le palmarès des musées de France de 2016 du Journal des arts classe Belfort en deuxième place dans la catégorie des villes moyennes.

## Musée d'Art et d'Histoire
Le musée d'Art et d'Histoire de Belfort est le plus ancien musée de la ville, créé en 1872 à l'initiative de la Société belfortaine d'émulation. Il est divisé en plusieurs sites. La section Histoire est située dans l'ancienne caserne militaire de la citadelle de Belfort et divisée en trois espaces : un sous-sol consacré à l'archéologie, un rez-de-chaussée consacré à Auguste Bartholdi et un étage évoquant l'histoire militaire de la ville de Belfort.
La Société belfortaine d'émulation a entrepris des fouilles archéologiques dans les communes et les environs permettant de mettre au jour de nombreuses traces d'occupation dont du matériel datant du Néolithique sur le site des grottes de Cravanche, des poteries de l'atelier d'Offemont et des mosaïques de la villa de Bavilliers, datant de l'époque gallo-romaine ainsi que des sépultures burgondes du Haut Moyen Âge. Ces objets forment le fonds principal de la collection d'archéologie. Celui-ci est complété par des objets provenant de fouilles récentes (vieille ville), par des dons ou des acquisitions.
En 1968, Pierre Boigeol offre à Belfort sa collection de plus de huit cents pièces militaires venant enrichir la collection. Cette collection reflète les différents sièges que la ville a connus, notamment le siège de Belfort de 1870-1871, à travers armes, uniformes et documents d'époque. Des effets personnels du colonel Denfert-Rochereau ou encore du général Lecourbe sont également exposés. L'ensemble fut complété par des pièces militaires de civilisations non européennes dont les plus remarquables sont les armures des chevaliers nippons, les samouraï.
Depuis 2003, le Musée d'Histoire a obtenu le label « Musées de France ». Ce titre lui confère des missions obligatoires conformément à la loi du 4 janvier 2002. Elles incluent la conservation, la restauration, l'étude, et l'enrichissement des collections du musée. Il doit également contribuer au progrès, à la diffusion de la connaissance et de la recherche sur l'histoire militaire. Cette contribution est possible par le biais d'expositions temporaires et par des publications scientifiques. L'accessibilité au public le plus large, la conception et la mise en œuvre d'actions éducatives et de diffusion visent à garantir un accès égalitaire à la culture pour tous.

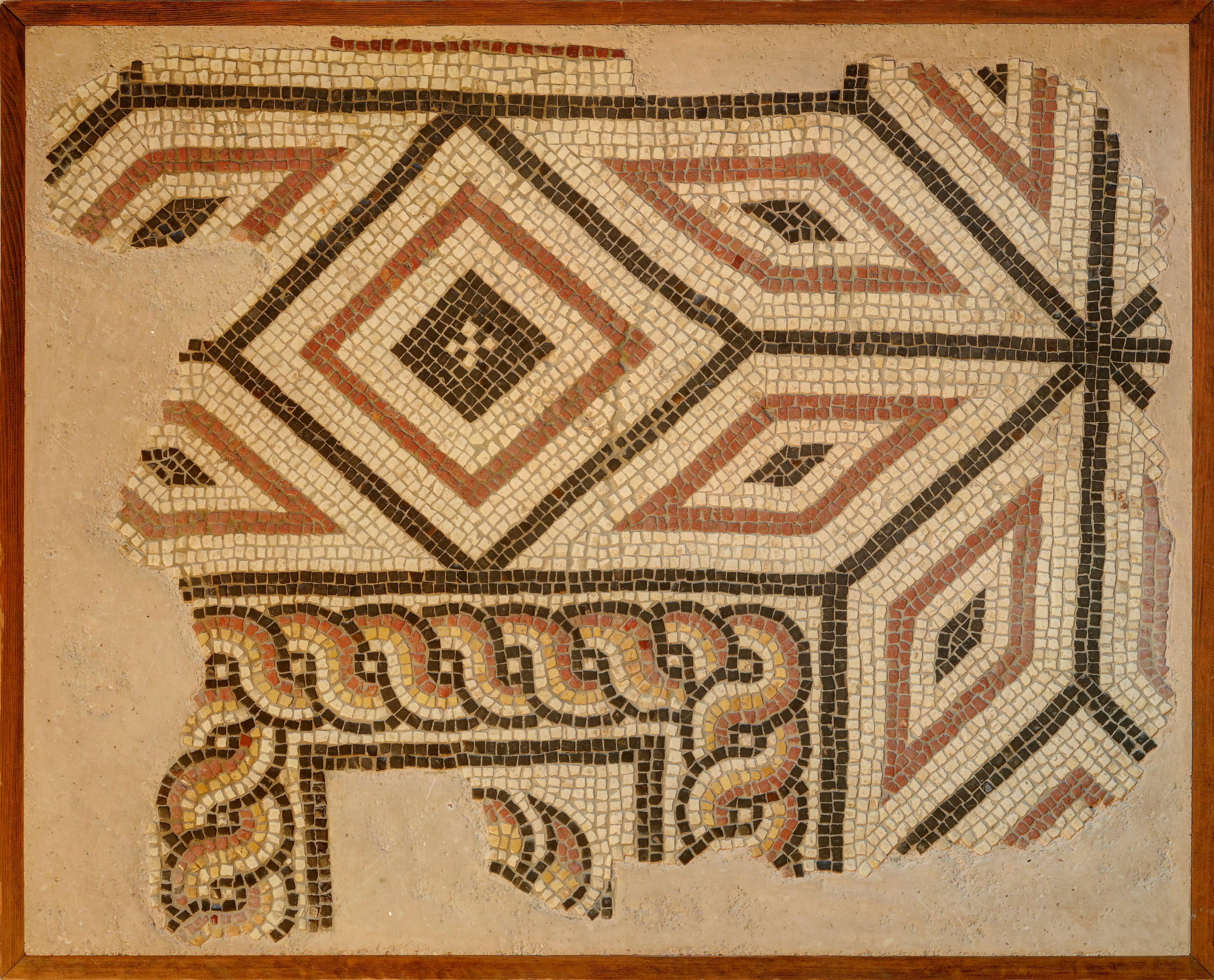
Mosaïque romaine, Bavilliers.
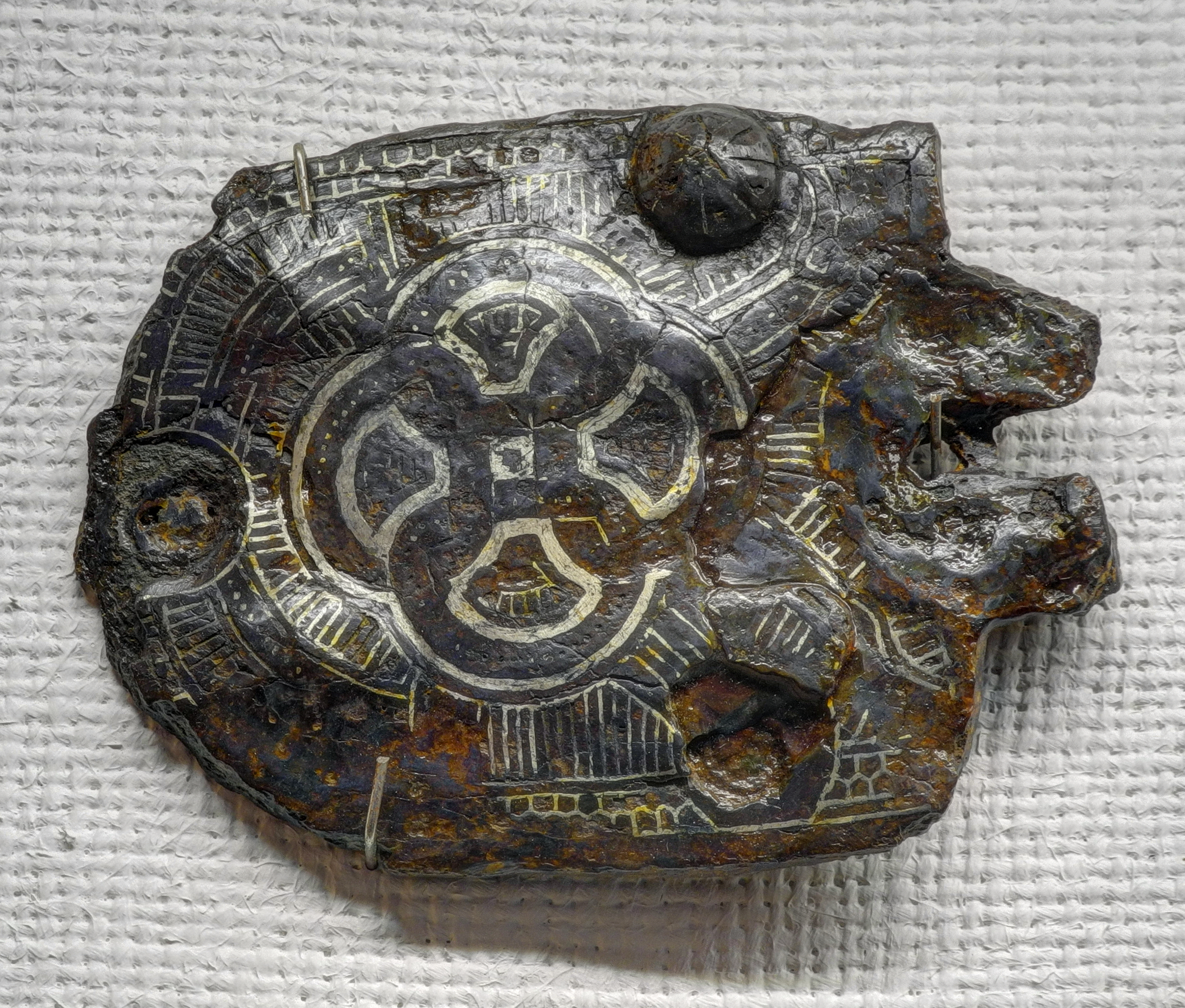
Plaque boucle mérovingienne, Bourogne.
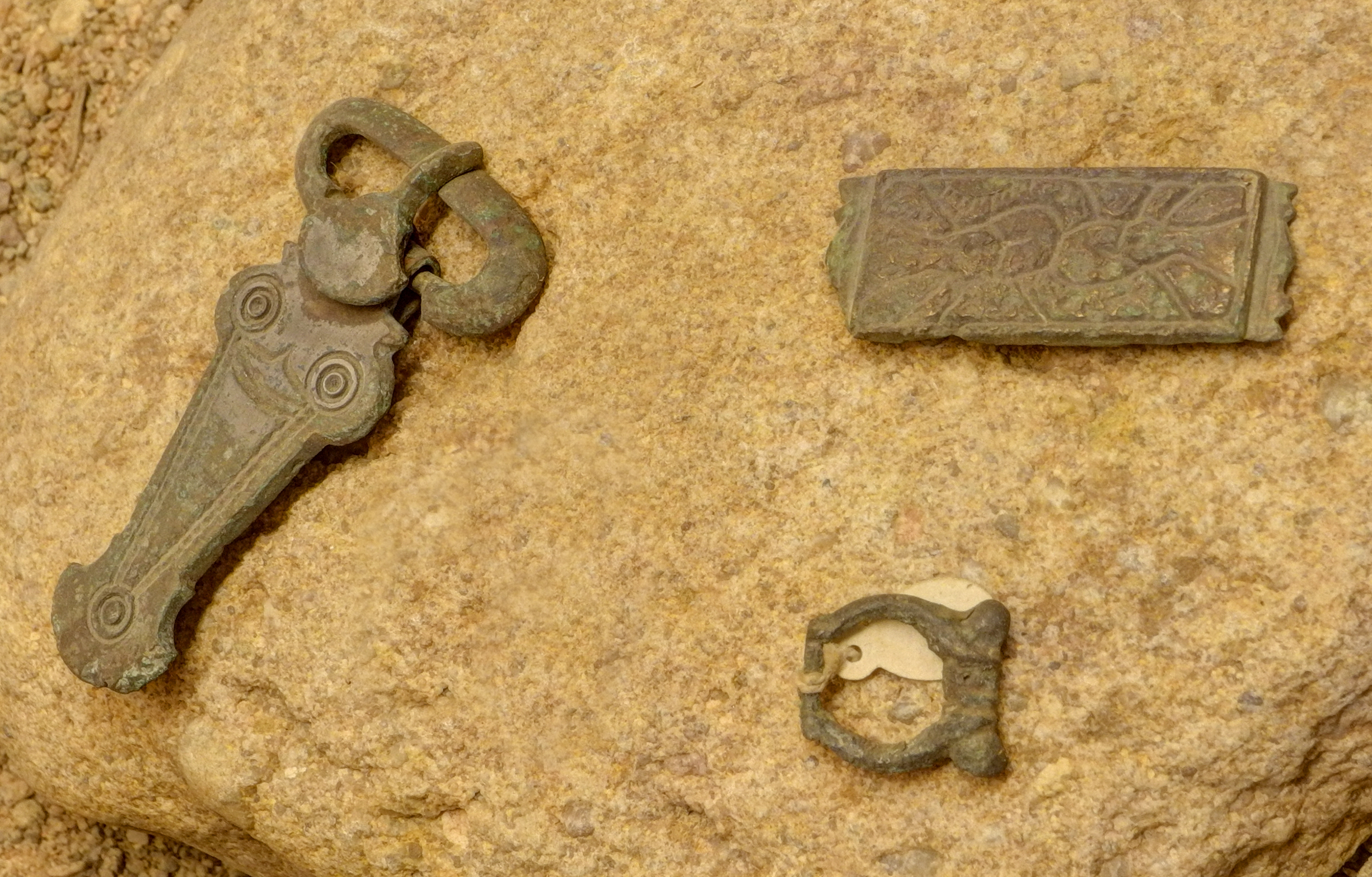
Plaque boucle mérovingienne.
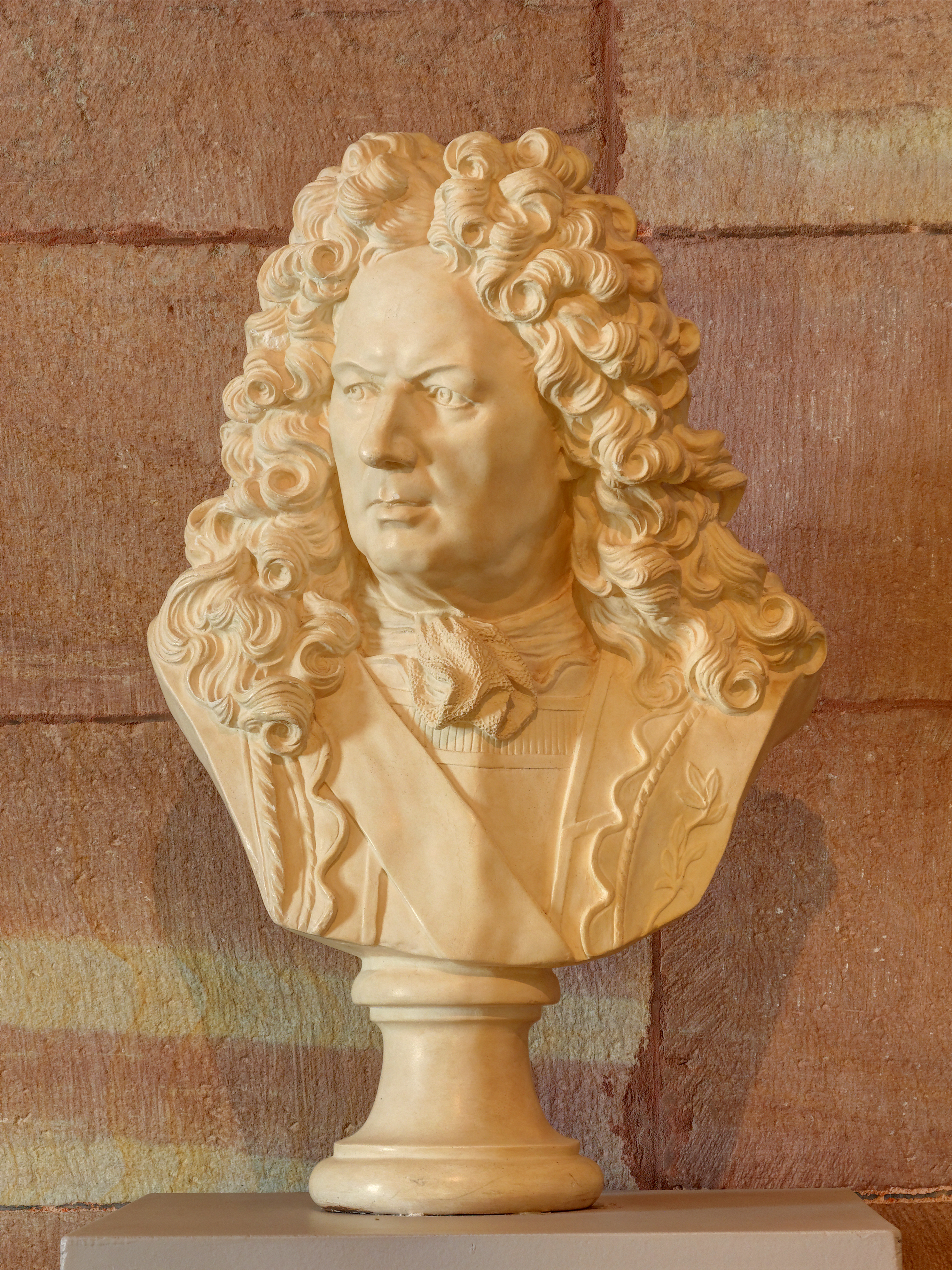
D'après Antoine Coysevox, Buste de Vauban, plâtre.
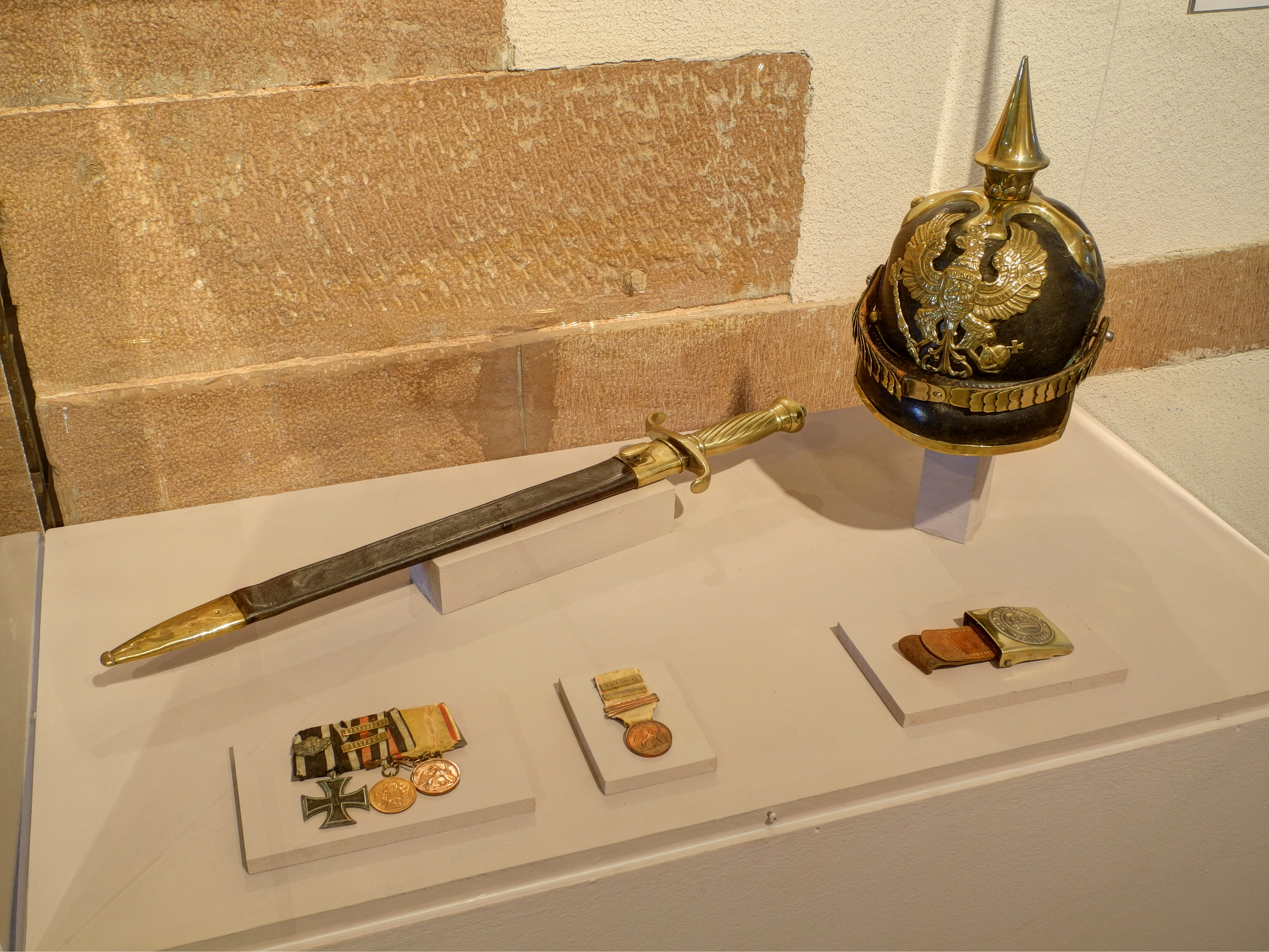
Armes prussiennes.
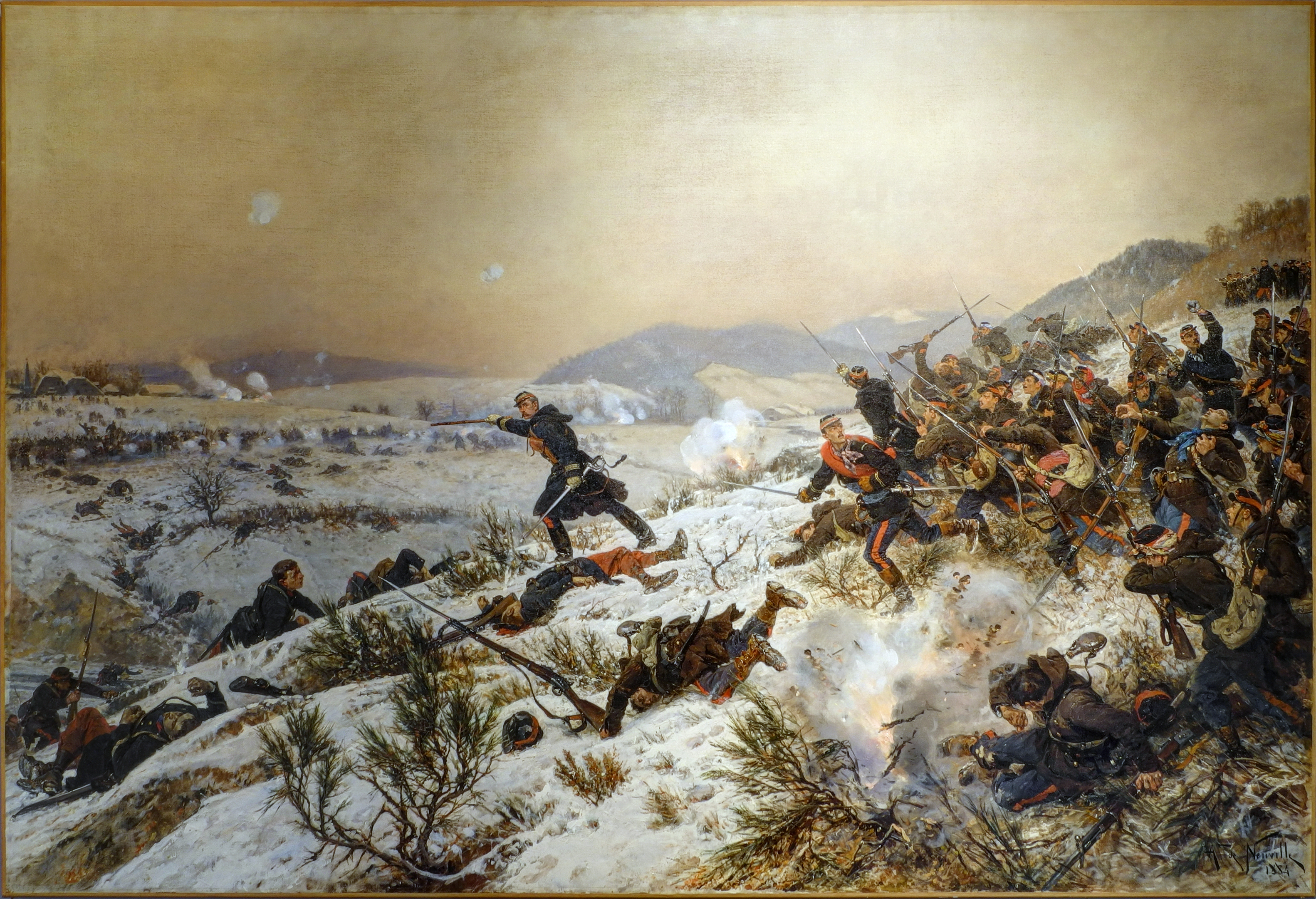
Alphonse de Neuville, Le Combat de Chenebier (1884).

Depuis mars 2011, plusieurs salles sont consacrées au sculpteur Auguste Bartholdi. Cet espace présente des sculptures, ébauches, gravures, documents d'archives relatifs à l'œuvre de l'artiste, dont celle du Lion de Belfort.

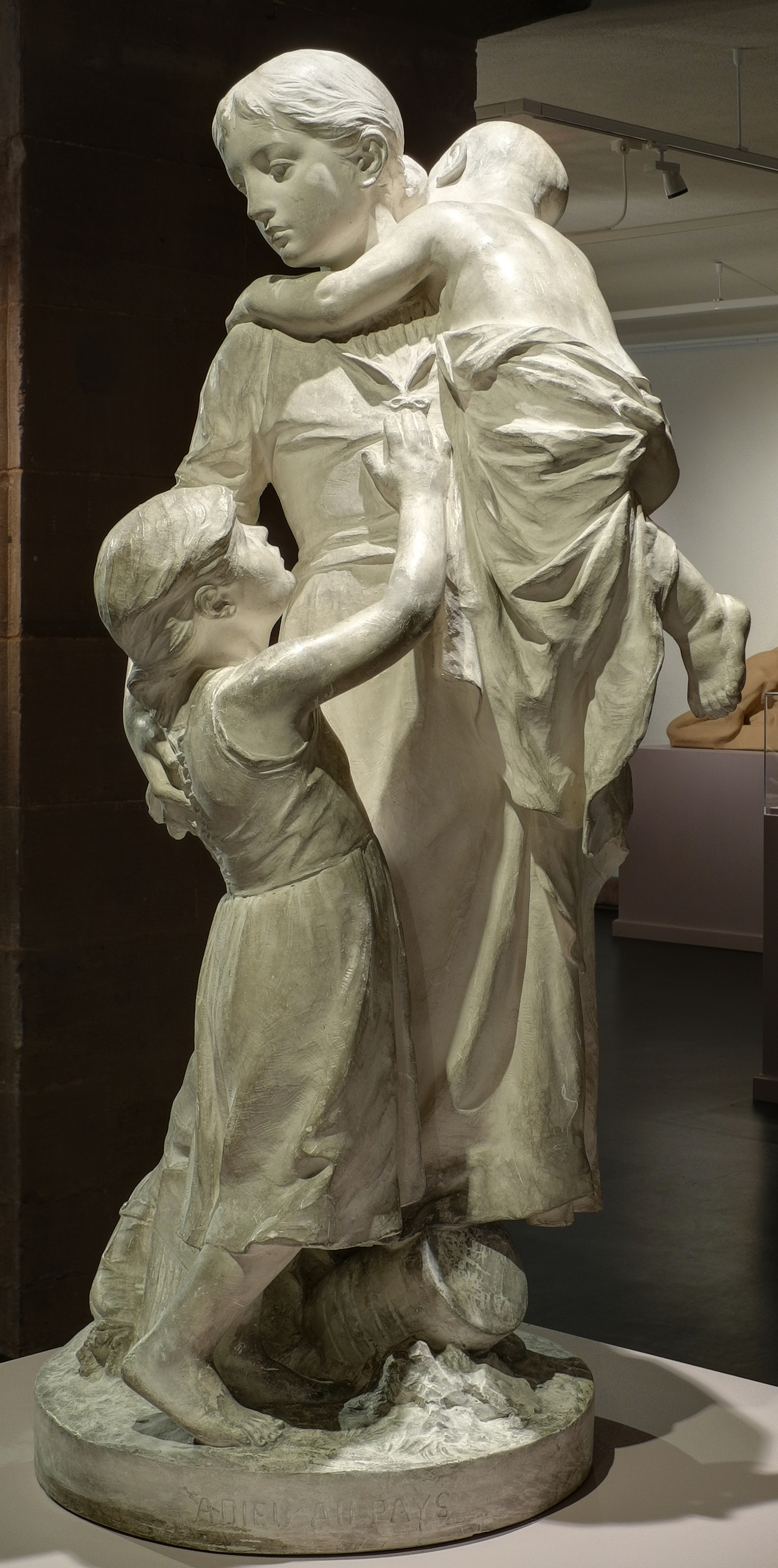
Auguste Bartholdi, L'Adieu au pays natal.
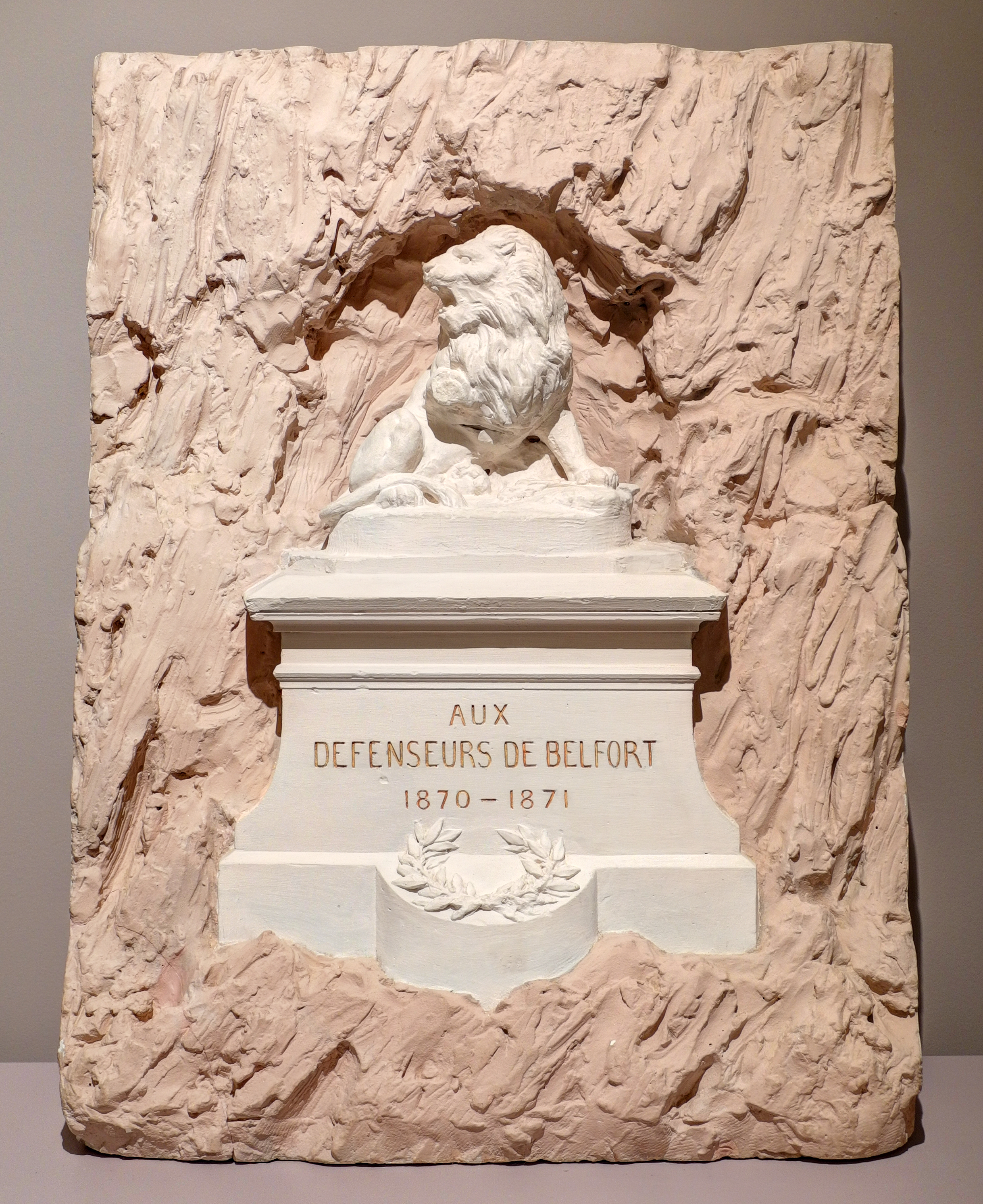
Auguste Bartholdi, Monuments aux défenseurs de Belfort 1870-1871 (1872), maquette en plâtre teinté.

## Musée des Beaux-Arts
La section Beaux-Arts du musée regroupe 150 œuvres à la Tour 41 autour des thèmes de l'allégorie, la peinture religieuse, la nature, les portraits, et du sculpteur et peintre Camille Lefèvre. Les collections datent du haut Moyen Âge à nos jours.
Sa collection est constituée à l'origine de dépôts de l'État (François-Joseph Heim, Gustave Doré) et de dons particuliers (Albrecht Dürer, Gustave Courbet, Léon Lehmann). En 1933, Camille Lefèvre fait une donation exceptionnelle de ses œuvres et de celles d'Auguste Rodin, Eugène Carrière, Maximilien Luce, Paul Signac et Armand Guillaumin. Le musée a récemment acquis des œuvres (peintures et sculptures) de Vincent Barré, Charles de Montaigu, Jean Claus, Bernard Gantner, Daniel Pommereulle, Jean Legros, Erik Dietman, Paul-Armand Gette, André Villers, Roberto Matta.
Le musée des Beaux-Arts accueille périodiquement des expositions temporaires, l'une d'elles ayant été consacrée à la photographe Thérèse Le Prat en 2016.

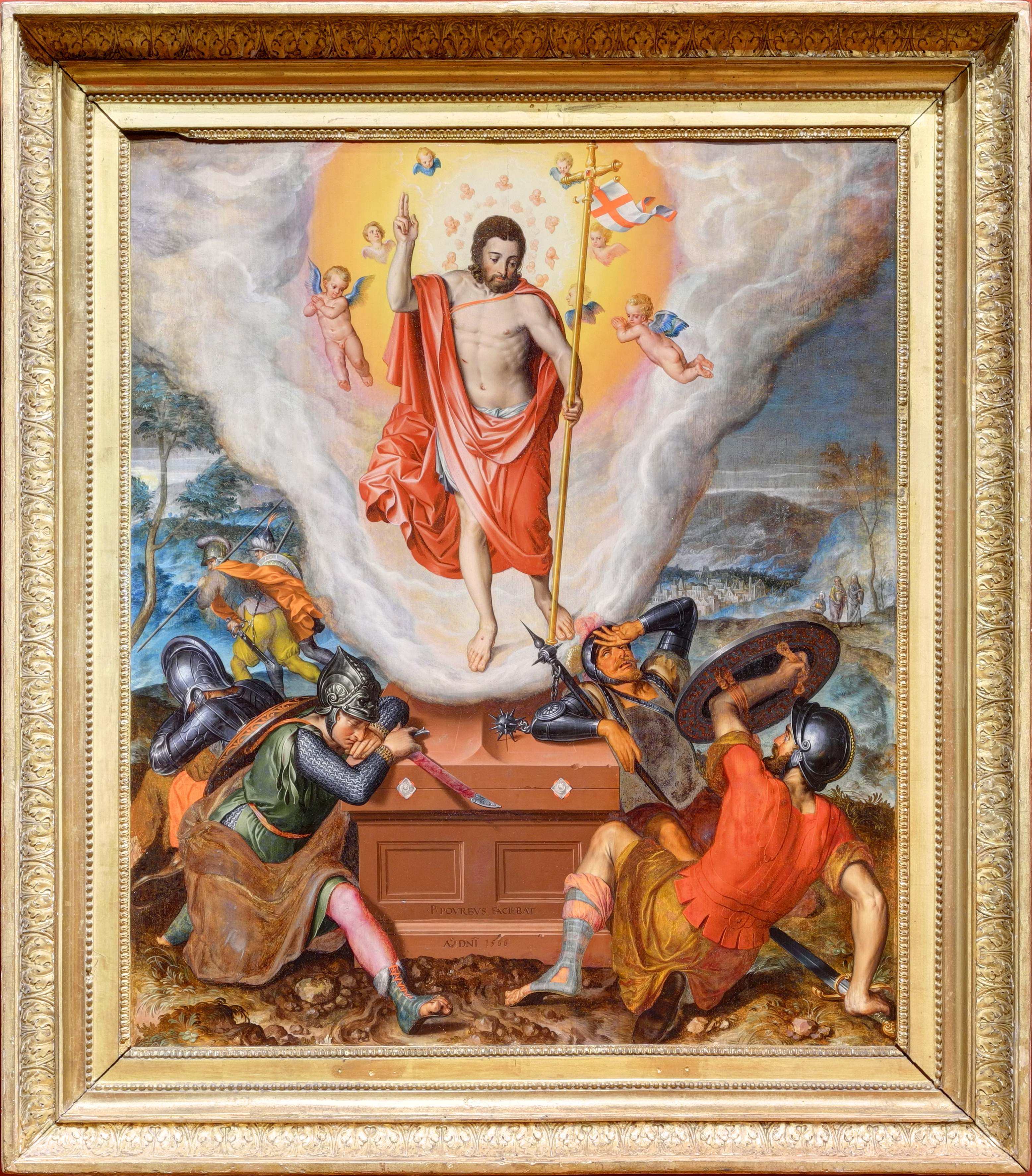
Pieter Pourbus, La Résurrection (1566).
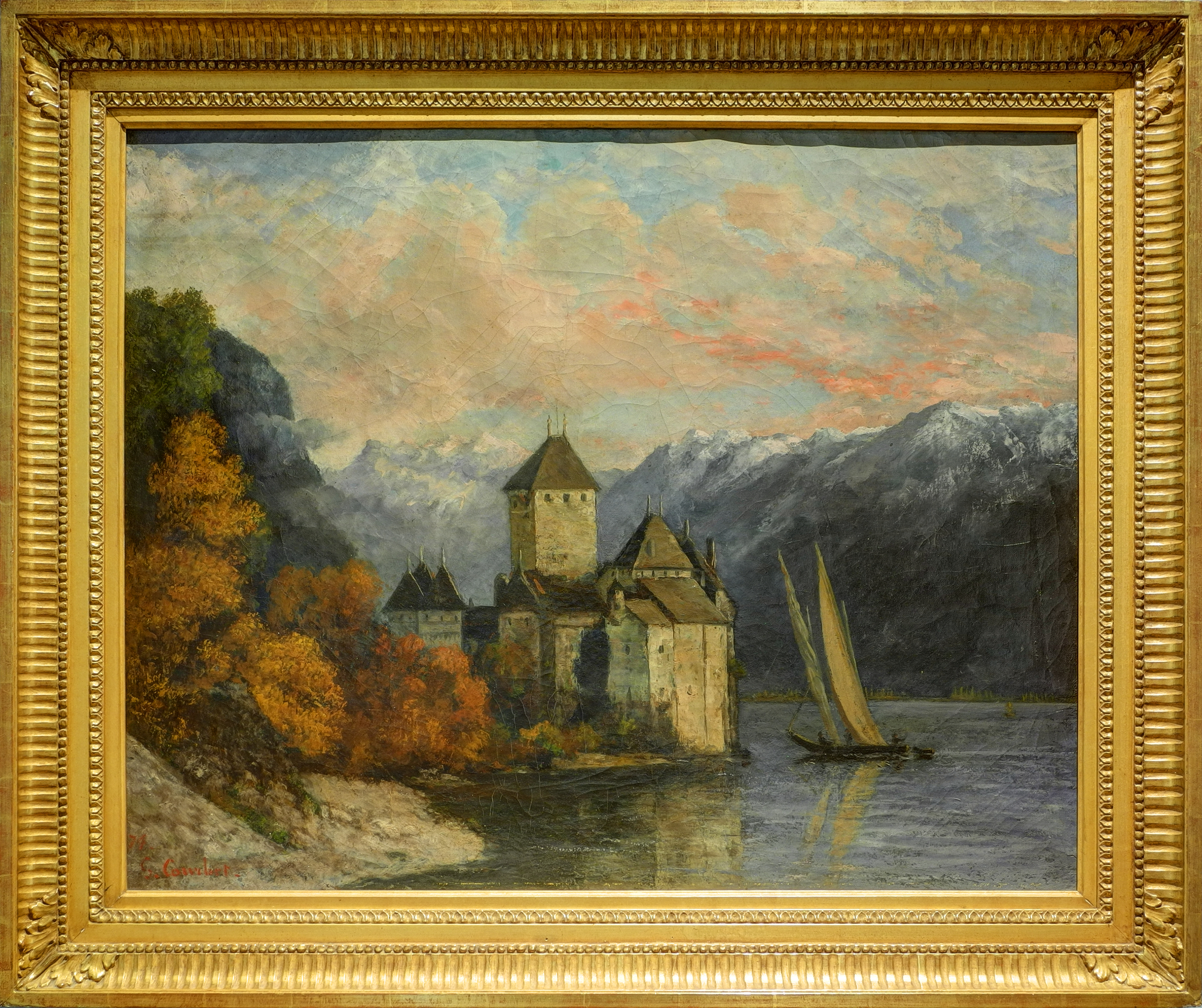
Gustave Courbet, Le Château de Chillon (1874).
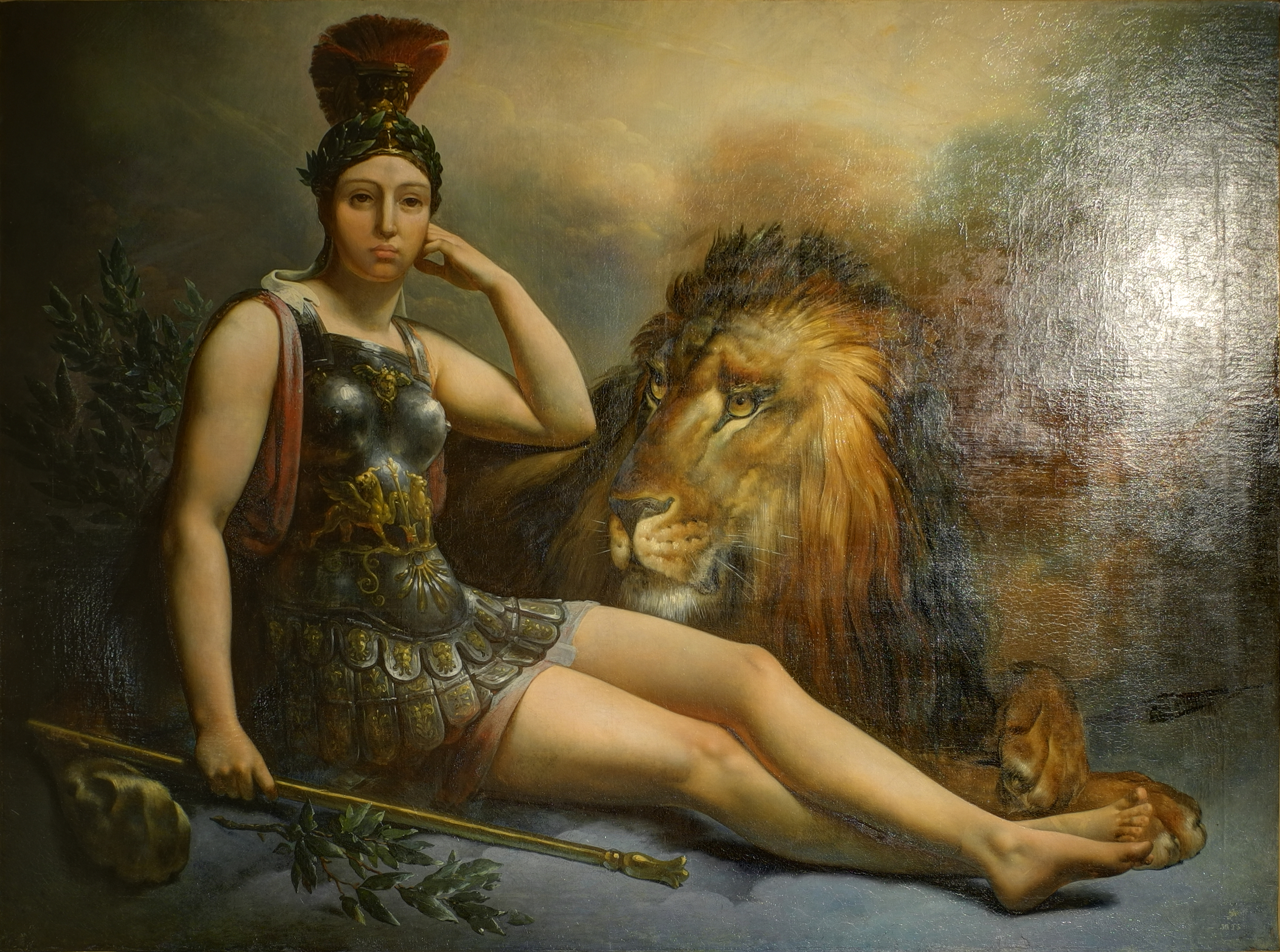
François-Joseph Heim, La Force (1817).
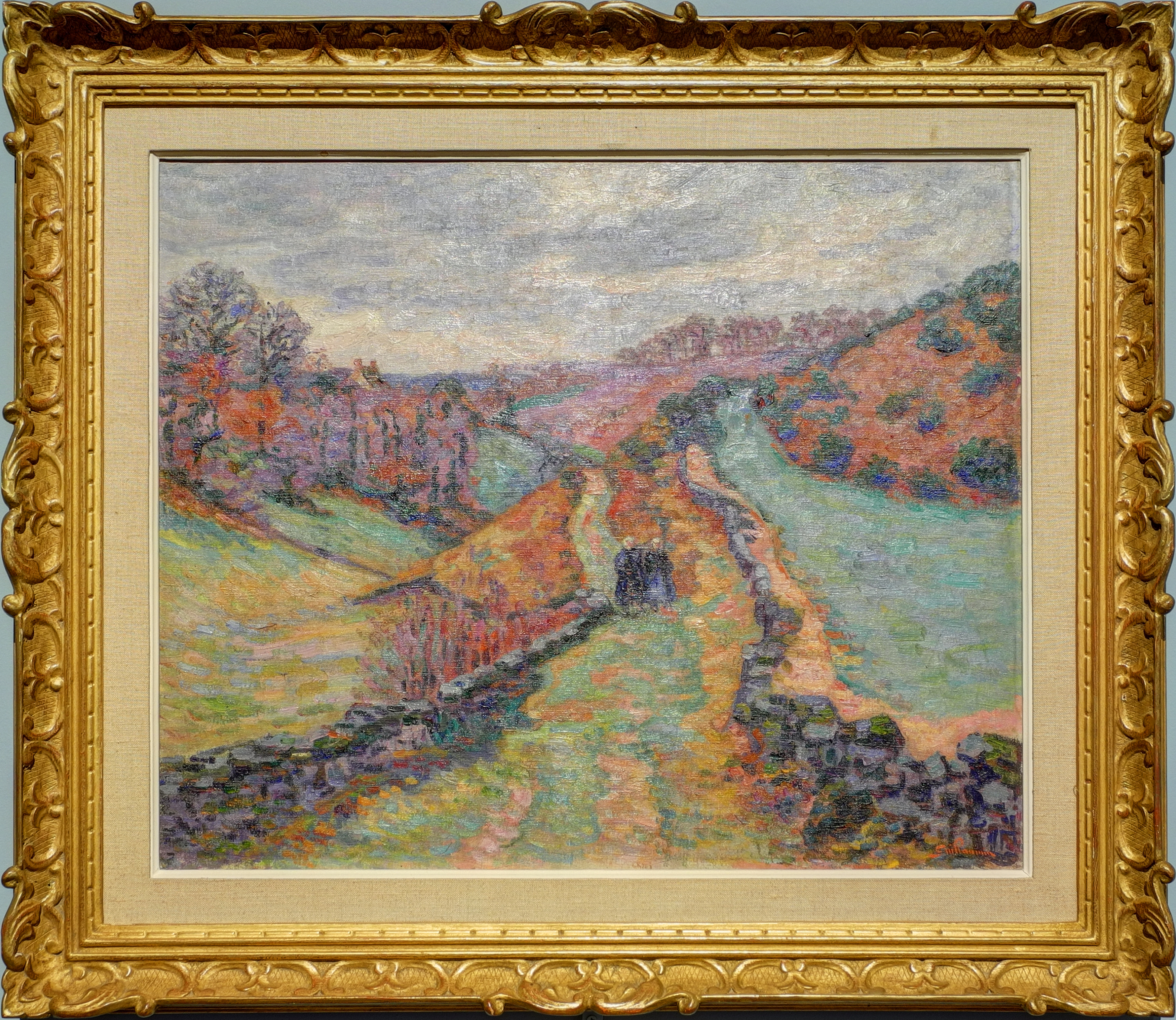
Armand Guillaumin, Chemin près de Crozant (1904).

## Musée d'Art moderne - donation Maurice-Jardot

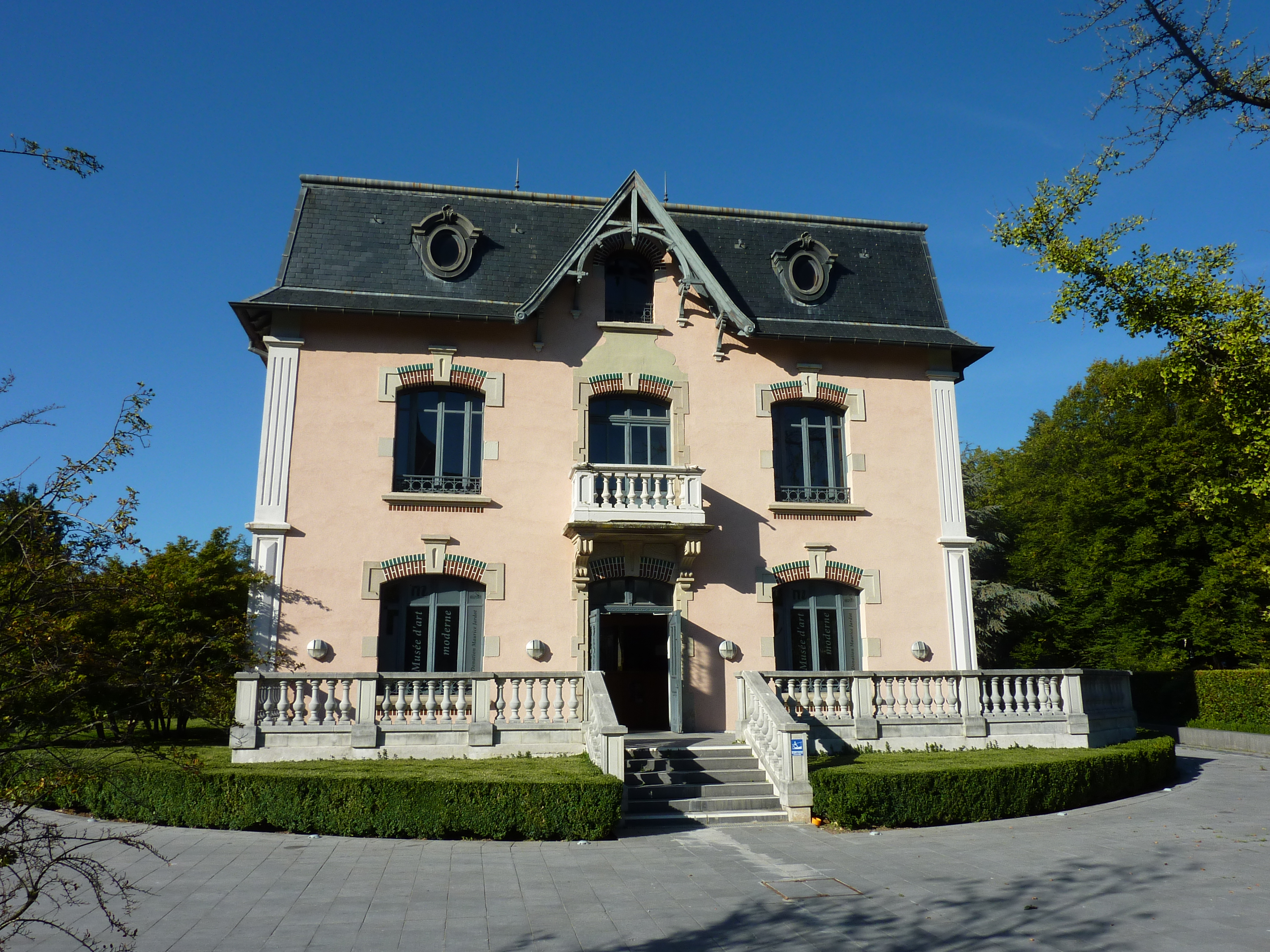
Musée d'Art moderne - Donation Maurice Jardot.

L'ensemble présente un ensemble moderne du XXe siècle comprenant des œuvres de Pablo Picasso, Fernand Léger (huit peintures), Georges Braque, Juan Gris, Henri Laurens, André Masson et Le Corbusier. Portant initialement le nom de « Cabinet d'un amateur », le musée rend hommage à Daniel-Henry Kahnweiler, dont Maurice Jardot était le collaborateur.
En 1997, Maurice Jardot fait une première donation de 110 œuvres. En 1999, le musée d'art moderne ouvre rue de Mulhouse, dans l'ancienne propriété familiale du poète Léon Deubel, datant du XIXe siècle. En 2002, il fait une ultime donation de 40 œuvres dont des peintures et sculptures de Picasso, Léger, Braque et Le Corbusier.
Plusieurs ouvrages ont été écrits sur cette collection.

## Tour 46

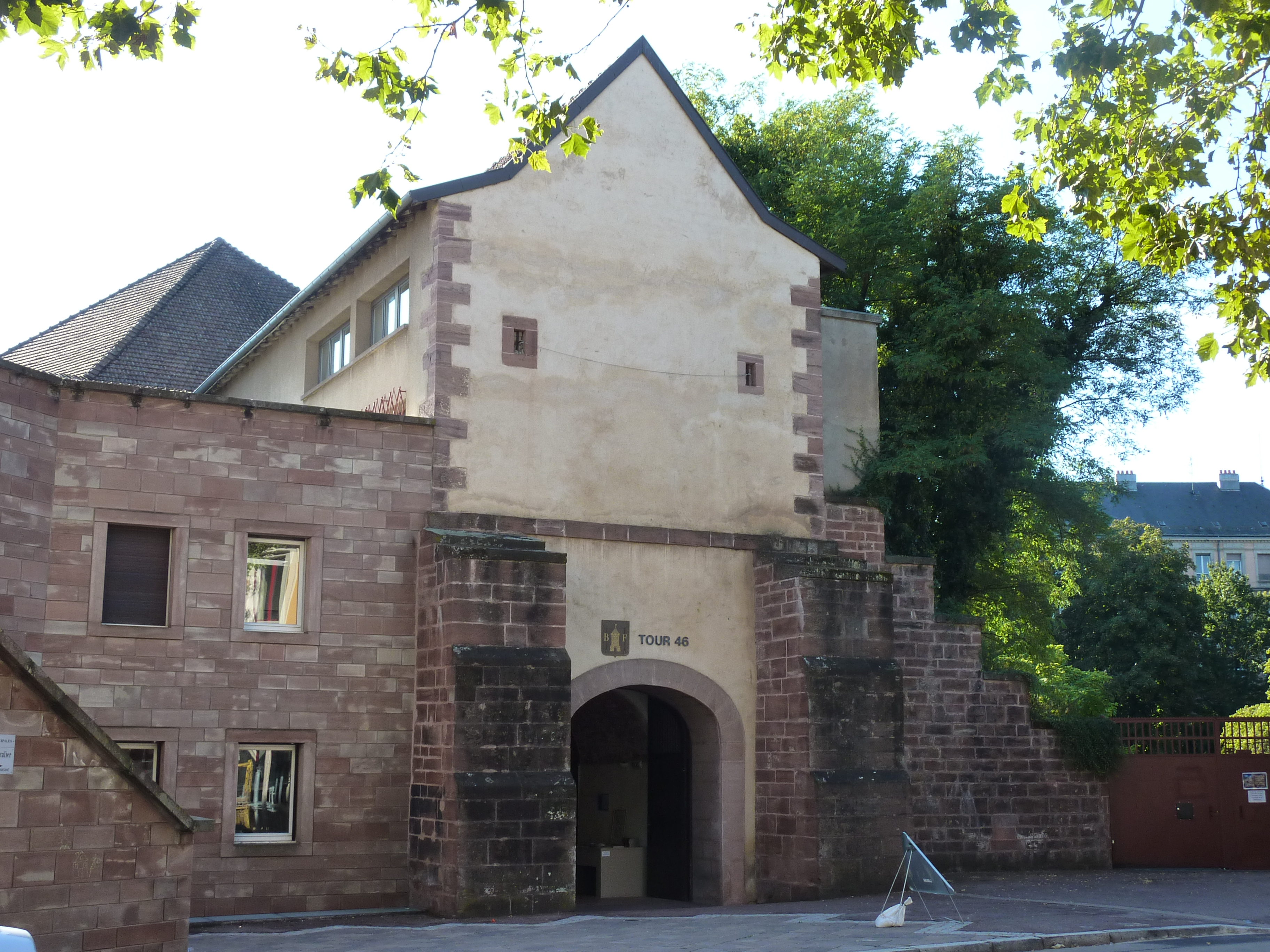
Tour 46, salle d'exposition temporaire.

La Tour 46 accueille des expositions temporaires de grande ampleur. La programmation de 2015 a proposé les expositions suivantes :
- Hubert Robert, un orateur dans les ruines ;
- Souvenez-vous de Mère Geneviève Gallois (1888–1962) ;
- À conserver jusqu'à demain (en lien avec l'espace Gantner de Bourogne) ;
- Retour sur l'abîme. L'art à l'épreuve du génocide (en lien avec le 19 de Montbéliard).

## Expositions temporaires
D'autres expositions temporaires de moindre ampleur prennent place au musée d'histoire et d'archéologie. La programmation de 2015 a proposé les expositions suivantes :
- Forain Steinlen ;
- Nationale 83, la libération de Belfort ;
- À bonne mire, bon tir ! Une archéologie du projectile ;
- Nos prisonniers ;
- Retour sur l'abîme. L'art à l'épreuve du génocide ;
- Archéologie de papier.